# Лойд, Сэм
Сэмюэль (Сэм) Лойд (англ. Samuel Loyd, 30 января 1841, Филадельфия — 10 апреля 1911, Нью-Йорк) — американский шахматист, шахматный композитор и автор головоломок.
Авторству Лойда ошибочно приписывается игра «15».

## Биография
Лойд родился в семье агента по продаже недвижимости. Когда Сэму было три года, семья переехала в Нью-Йорк. Лойд быстро научился играть в шахматы и уже с четырнадцати лет начал сочинять и публиковать в газетах шахматные задачи. В шестнадцать лет Лойд стал редактором отдела задач в ежемесячном журнале Chess Monthly, одним из редакторов которого был великий шахматист Пол Морфи. После школы он понял, что составление задач и головоломок может стать основным источником существования. В 1871 году Лойд придумал головоломку из картона, которую продал легендарному американскому антрепренёру Барнуму за десять тысяч долларов. В дальнейшем его головоломки пользовались огромным успехом. В 1878 году Лойд выпустил книгу Шахматная стратегия, в которую вошли 500 его задач. В 1907—1910 годах Лойд издавал журнал Our Puzzle Magazine, в котором публиковал свои задачи.
Лойд был большим энтузиастом танграма и опубликовал книгу, полностью посвящённую этой игре: Sam Loyd’s Book of Tangram Puzzles. Лойд также утверждал, что является изобретателем игры «Пятнашки», однако сейчас автором пятнашек считается Ной Чепмэн.
Книга Энциклопедия головоломок была опубликована в 1914 году, уже после смерти Лойда, его сыном Уолтером, который сменил имя на Сэм.
В 1980 году в издательстве «Мир» в серии книг по занимательной математике вышла книга «Математическая мозаика», составленная из лучших задач и головоломок Сэма Лойда .

## Известные задачи

### «Карл XII в Бендерах»
|   | a | b | c | d | e | f | g | h |   |
| - | --- | --- | --- | --- | --- | --- | --- | --- | - |
| 8 | g7 белая ладья · h6 чёрная пешка · f5 белый король · h5 чёрный король · g3 чёрная пешка · f2 чёрный слон · g2 белая пешка · h2 белая пешка · e1 белый конь | g7 белая ладья · h6 чёрная пешка · f5 белый король · h5 чёрный король · g3 чёрная пешка · f2 чёрный слон · g2 белая пешка · h2 белая пешка · e1 белый конь | g7 белая ладья · h6 чёрная пешка · f5 белый король · h5 чёрный король · g3 чёрная пешка · f2 чёрный слон · g2 белая пешка · h2 белая пешка · e1 белый конь | g7 белая ладья · h6 чёрная пешка · f5 белый король · h5 чёрный король · g3 чёрная пешка · f2 чёрный слон · g2 белая пешка · h2 белая пешка · e1 белый конь | g7 белая ладья · h6 чёрная пешка · f5 белый король · h5 чёрный король · g3 чёрная пешка · f2 чёрный слон · g2 белая пешка · h2 белая пешка · e1 белый конь | g7 белая ладья · h6 чёрная пешка · f5 белый король · h5 чёрный король · g3 чёрная пешка · f2 чёрный слон · g2 белая пешка · h2 белая пешка · e1 белый конь | g7 белая ладья · h6 чёрная пешка · f5 белый король · h5 чёрный король · g3 чёрная пешка · f2 чёрный слон · g2 белая пешка · h2 белая пешка · e1 белый конь | g7 белая ладья · h6 чёрная пешка · f5 белый король · h5 чёрный король · g3 чёрная пешка · f2 чёрный слон · g2 белая пешка · h2 белая пешка · e1 белый конь | 8 |
| 7 | g7 белая ладья · h6 чёрная пешка · f5 белый король · h5 чёрный король · g3 чёрная пешка · f2 чёрный слон · g2 белая пешка · h2 белая пешка · e1 белый конь | g7 белая ладья · h6 чёрная пешка · f5 белый король · h5 чёрный король · g3 чёрная пешка · f2 чёрный слон · g2 белая пешка · h2 белая пешка · e1 белый конь | g7 белая ладья · h6 чёрная пешка · f5 белый король · h5 чёрный король · g3 чёрная пешка · f2 чёрный слон · g2 белая пешка · h2 белая пешка · e1 белый конь | g7 белая ладья · h6 чёрная пешка · f5 белый король · h5 чёрный король · g3 чёрная пешка · f2 чёрный слон · g2 белая пешка · h2 белая пешка · e1 белый конь | g7 белая ладья · h6 чёрная пешка · f5 белый король · h5 чёрный король · g3 чёрная пешка · f2 чёрный слон · g2 белая пешка · h2 белая пешка · e1 белый конь | g7 белая ладья · h6 чёрная пешка · f5 белый король · h5 чёрный король · g3 чёрная пешка · f2 чёрный слон · g2 белая пешка · h2 белая пешка · e1 белый конь | g7 белая ладья · h6 чёрная пешка · f5 белый король · h5 чёрный король · g3 чёрная пешка · f2 чёрный слон · g2 белая пешка · h2 белая пешка · e1 белый конь | g7 белая ладья · h6 чёрная пешка · f5 белый король · h5 чёрный король · g3 чёрная пешка · f2 чёрный слон · g2 белая пешка · h2 белая пешка · e1 белый конь | 7 |
| 6 | g7 белая ладья · h6 чёрная пешка · f5 белый король · h5 чёрный король · g3 чёрная пешка · f2 чёрный слон · g2 белая пешка · h2 белая пешка · e1 белый конь | g7 белая ладья · h6 чёрная пешка · f5 белый король · h5 чёрный король · g3 чёрная пешка · f2 чёрный слон · g2 белая пешка · h2 белая пешка · e1 белый конь | g7 белая ладья · h6 чёрная пешка · f5 белый король · h5 чёрный король · g3 чёрная пешка · f2 чёрный слон · g2 белая пешка · h2 белая пешка · e1 белый конь | g7 белая ладья · h6 чёрная пешка · f5 белый король · h5 чёрный король · g3 чёрная пешка · f2 чёрный слон · g2 белая пешка · h2 белая пешка · e1 белый конь | g7 белая ладья · h6 чёрная пешка · f5 белый король · h5 чёрный король · g3 чёрная пешка · f2 чёрный слон · g2 белая пешка · h2 белая пешка · e1 белый конь | g7 белая ладья · h6 чёрная пешка · f5 белый король · h5 чёрный король · g3 чёрная пешка · f2 чёрный слон · g2 белая пешка · h2 белая пешка · e1 белый конь | g7 белая ладья · h6 чёрная пешка · f5 белый король · h5 чёрный король · g3 чёрная пешка · f2 чёрный слон · g2 белая пешка · h2 белая пешка · e1 белый конь | g7 белая ладья · h6 чёрная пешка · f5 белый король · h5 чёрный король · g3 чёрная пешка · f2 чёрный слон · g2 белая пешка · h2 белая пешка · e1 белый конь | 6 |
| 5 | g7 белая ладья · h6 чёрная пешка · f5 белый король · h5 чёрный король · g3 чёрная пешка · f2 чёрный слон · g2 белая пешка · h2 белая пешка · e1 белый конь | g7 белая ладья · h6 чёрная пешка · f5 белый король · h5 чёрный король · g3 чёрная пешка · f2 чёрный слон · g2 белая пешка · h2 белая пешка · e1 белый конь | g7 белая ладья · h6 чёрная пешка · f5 белый король · h5 чёрный король · g3 чёрная пешка · f2 чёрный слон · g2 белая пешка · h2 белая пешка · e1 белый конь | g7 белая ладья · h6 чёрная пешка · f5 белый король · h5 чёрный король · g3 чёрная пешка · f2 чёрный слон · g2 белая пешка · h2 белая пешка · e1 белый конь | g7 белая ладья · h6 чёрная пешка · f5 белый король · h5 чёрный король · g3 чёрная пешка · f2 чёрный слон · g2 белая пешка · h2 белая пешка · e1 белый конь | g7 белая ладья · h6 чёрная пешка · f5 белый король · h5 чёрный король · g3 чёрная пешка · f2 чёрный слон · g2 белая пешка · h2 белая пешка · e1 белый конь | g7 белая ладья · h6 чёрная пешка · f5 белый король · h5 чёрный король · g3 чёрная пешка · f2 чёрный слон · g2 белая пешка · h2 белая пешка · e1 белый конь | g7 белая ладья · h6 чёрная пешка · f5 белый король · h5 чёрный король · g3 чёрная пешка · f2 чёрный слон · g2 белая пешка · h2 белая пешка · e1 белый конь | 5 |
| 4 | g7 белая ладья · h6 чёрная пешка · f5 белый король · h5 чёрный король · g3 чёрная пешка · f2 чёрный слон · g2 белая пешка · h2 белая пешка · e1 белый конь | g7 белая ладья · h6 чёрная пешка · f5 белый король · h5 чёрный король · g3 чёрная пешка · f2 чёрный слон · g2 белая пешка · h2 белая пешка · e1 белый конь | g7 белая ладья · h6 чёрная пешка · f5 белый король · h5 чёрный король · g3 чёрная пешка · f2 чёрный слон · g2 белая пешка · h2 белая пешка · e1 белый конь | g7 белая ладья · h6 чёрная пешка · f5 белый король · h5 чёрный король · g3 чёрная пешка · f2 чёрный слон · g2 белая пешка · h2 белая пешка · e1 белый конь | g7 белая ладья · h6 чёрная пешка · f5 белый король · h5 чёрный король · g3 чёрная пешка · f2 чёрный слон · g2 белая пешка · h2 белая пешка · e1 белый конь | g7 белая ладья · h6 чёрная пешка · f5 белый король · h5 чёрный король · g3 чёрная пешка · f2 чёрный слон · g2 белая пешка · h2 белая пешка · e1 белый конь | g7 белая ладья · h6 чёрная пешка · f5 белый король · h5 чёрный король · g3 чёрная пешка · f2 чёрный слон · g2 белая пешка · h2 белая пешка · e1 белый конь | g7 белая ладья · h6 чёрная пешка · f5 белый король · h5 чёрный король · g3 чёрная пешка · f2 чёрный слон · g2 белая пешка · h2 белая пешка · e1 белый конь | 4 |
| 3 | g7 белая ладья · h6 чёрная пешка · f5 белый король · h5 чёрный король · g3 чёрная пешка · f2 чёрный слон · g2 белая пешка · h2 белая пешка · e1 белый конь | g7 белая ладья · h6 чёрная пешка · f5 белый король · h5 чёрный король · g3 чёрная пешка · f2 чёрный слон · g2 белая пешка · h2 белая пешка · e1 белый конь | g7 белая ладья · h6 чёрная пешка · f5 белый король · h5 чёрный король · g3 чёрная пешка · f2 чёрный слон · g2 белая пешка · h2 белая пешка · e1 белый конь | g7 белая ладья · h6 чёрная пешка · f5 белый король · h5 чёрный король · g3 чёрная пешка · f2 чёрный слон · g2 белая пешка · h2 белая пешка · e1 белый конь | g7 белая ладья · h6 чёрная пешка · f5 белый король · h5 чёрный король · g3 чёрная пешка · f2 чёрный слон · g2 белая пешка · h2 белая пешка · e1 белый конь | g7 белая ладья · h6 чёрная пешка · f5 белый король · h5 чёрный король · g3 чёрная пешка · f2 чёрный слон · g2 белая пешка · h2 белая пешка · e1 белый конь | g7 белая ладья · h6 чёрная пешка · f5 белый король · h5 чёрный король · g3 чёрная пешка · f2 чёрный слон · g2 белая пешка · h2 белая пешка · e1 белый конь | g7 белая ладья · h6 чёрная пешка · f5 белый король · h5 чёрный король · g3 чёрная пешка · f2 чёрный слон · g2 белая пешка · h2 белая пешка · e1 белый конь | 3 |
| 2 | g7 белая ладья · h6 чёрная пешка · f5 белый король · h5 чёрный король · g3 чёрная пешка · f2 чёрный слон · g2 белая пешка · h2 белая пешка · e1 белый конь | g7 белая ладья · h6 чёрная пешка · f5 белый король · h5 чёрный король · g3 чёрная пешка · f2 чёрный слон · g2 белая пешка · h2 белая пешка · e1 белый конь | g7 белая ладья · h6 чёрная пешка · f5 белый король · h5 чёрный король · g3 чёрная пешка · f2 чёрный слон · g2 белая пешка · h2 белая пешка · e1 белый конь | g7 белая ладья · h6 чёрная пешка · f5 белый король · h5 чёрный король · g3 чёрная пешка · f2 чёрный слон · g2 белая пешка · h2 белая пешка · e1 белый конь | g7 белая ладья · h6 чёрная пешка · f5 белый король · h5 чёрный король · g3 чёрная пешка · f2 чёрный слон · g2 белая пешка · h2 белая пешка · e1 белый конь | g7 белая ладья · h6 чёрная пешка · f5 белый король · h5 чёрный король · g3 чёрная пешка · f2 чёрный слон · g2 белая пешка · h2 белая пешка · e1 белый конь | g7 белая ладья · h6 чёрная пешка · f5 белый король · h5 чёрный король · g3 чёрная пешка · f2 чёрный слон · g2 белая пешка · h2 белая пешка · e1 белый конь | g7 белая ладья · h6 чёрная пешка · f5 белый король · h5 чёрный король · g3 чёрная пешка · f2 чёрный слон · g2 белая пешка · h2 белая пешка · e1 белый конь | 2 |
| 1 | g7 белая ладья · h6 чёрная пешка · f5 белый король · h5 чёрный король · g3 чёрная пешка · f2 чёрный слон · g2 белая пешка · h2 белая пешка · e1 белый конь | g7 белая ладья · h6 чёрная пешка · f5 белый король · h5 чёрный король · g3 чёрная пешка · f2 чёрный слон · g2 белая пешка · h2 белая пешка · e1 белый конь | g7 белая ладья · h6 чёрная пешка · f5 белый король · h5 чёрный король · g3 чёрная пешка · f2 чёрный слон · g2 белая пешка · h2 белая пешка · e1 белый конь | g7 белая ладья · h6 чёрная пешка · f5 белый король · h5 чёрный король · g3 чёрная пешка · f2 чёрный слон · g2 белая пешка · h2 белая пешка · e1 белый конь | g7 белая ладья · h6 чёрная пешка · f5 белый король · h5 чёрный король · g3 чёрная пешка · f2 чёрный слон · g2 белая пешка · h2 белая пешка · e1 белый конь | g7 белая ладья · h6 чёрная пешка · f5 белый король · h5 чёрный король · g3 чёрная пешка · f2 чёрный слон · g2 белая пешка · h2 белая пешка · e1 белый конь | g7 белая ладья · h6 чёрная пешка · f5 белый король · h5 чёрный король · g3 чёрная пешка · f2 чёрный слон · g2 белая пешка · h2 белая пешка · e1 белый конь | g7 белая ладья · h6 чёрная пешка · f5 белый король · h5 чёрный король · g3 чёрная пешка · f2 чёрный слон · g2 белая пешка · h2 белая пешка · e1 белый конь | 1 |
|   | a | b | c | d | e | f | g | h |   |

В задаче обыгрывается исторический анекдот о случае, якобы имевшем место в 1713 году. Окружённый турками в лагере под Бендерами шведский король Карл XII, игравший белыми, объявил, что ставит мат в три хода следующим образом:
1.Л:g3 (с угрозой 2.Лh3+ и 3.g4#) 1…С:g3 2.Кf3 и 3.g4#
Но тут турецкая пуля сбила белого коня. Тогда Карл сказал, что ставит мат в четыре хода:
1.hg Сe3 2.Лg4 Сg5 (также возможно было, например, 1…Сb6 и 2…Сd8) 3.Лh4+ С:h4 4.g4#
Но тут ещё одна турецкая пуля сбила пешку h2. Карл оставшимися фигурами объявил мат в пять ходов:
1.Лb7 Се3 2. Лb1 Cg5 3. Лh1+ Ch4 4. Лh2!! gh (единственный возможный ход) 5. g4#
или 1…Cg1 2.Лb1 Ch2 3.Ле1 Kph4 4. Kpg6 и 5. Ле4#.

### «Эксельсиор»
|   | a | b | c | d | e | f | g | h |   |
| - | --- | --- | --- | --- | --- | --- | --- | --- | - |
| 8 | a8 чёрный конь · c8 чёрная ладья · d8 чёрный слон · b7 чёрная пешка · f7 чёрная пешка · h7 чёрная пешка · b6 чёрная пешка · b5 белая ладья · h5 белый король · a3 чёрная пешка · e3 чёрная пешка · g3 белая пешка · h3 белый конь · b2 белая пешка · c2 белая пешка · e2 белая ладья · a1 белый конь · h1 чёрный король | a8 чёрный конь · c8 чёрная ладья · d8 чёрный слон · b7 чёрная пешка · f7 чёрная пешка · h7 чёрная пешка · b6 чёрная пешка · b5 белая ладья · h5 белый король · a3 чёрная пешка · e3 чёрная пешка · g3 белая пешка · h3 белый конь · b2 белая пешка · c2 белая пешка · e2 белая ладья · a1 белый конь · h1 чёрный король | a8 чёрный конь · c8 чёрная ладья · d8 чёрный слон · b7 чёрная пешка · f7 чёрная пешка · h7 чёрная пешка · b6 чёрная пешка · b5 белая ладья · h5 белый король · a3 чёрная пешка · e3 чёрная пешка · g3 белая пешка · h3 белый конь · b2 белая пешка · c2 белая пешка · e2 белая ладья · a1 белый конь · h1 чёрный король | a8 чёрный конь · c8 чёрная ладья · d8 чёрный слон · b7 чёрная пешка · f7 чёрная пешка · h7 чёрная пешка · b6 чёрная пешка · b5 белая ладья · h5 белый король · a3 чёрная пешка · e3 чёрная пешка · g3 белая пешка · h3 белый конь · b2 белая пешка · c2 белая пешка · e2 белая ладья · a1 белый конь · h1 чёрный король | a8 чёрный конь · c8 чёрная ладья · d8 чёрный слон · b7 чёрная пешка · f7 чёрная пешка · h7 чёрная пешка · b6 чёрная пешка · b5 белая ладья · h5 белый король · a3 чёрная пешка · e3 чёрная пешка · g3 белая пешка · h3 белый конь · b2 белая пешка · c2 белая пешка · e2 белая ладья · a1 белый конь · h1 чёрный король | a8 чёрный конь · c8 чёрная ладья · d8 чёрный слон · b7 чёрная пешка · f7 чёрная пешка · h7 чёрная пешка · b6 чёрная пешка · b5 белая ладья · h5 белый король · a3 чёрная пешка · e3 чёрная пешка · g3 белая пешка · h3 белый конь · b2 белая пешка · c2 белая пешка · e2 белая ладья · a1 белый конь · h1 чёрный король | a8 чёрный конь · c8 чёрная ладья · d8 чёрный слон · b7 чёрная пешка · f7 чёрная пешка · h7 чёрная пешка · b6 чёрная пешка · b5 белая ладья · h5 белый король · a3 чёрная пешка · e3 чёрная пешка · g3 белая пешка · h3 белый конь · b2 белая пешка · c2 белая пешка · e2 белая ладья · a1 белый конь · h1 чёрный король | a8 чёрный конь · c8 чёрная ладья · d8 чёрный слон · b7 чёрная пешка · f7 чёрная пешка · h7 чёрная пешка · b6 чёрная пешка · b5 белая ладья · h5 белый король · a3 чёрная пешка · e3 чёрная пешка · g3 белая пешка · h3 белый конь · b2 белая пешка · c2 белая пешка · e2 белая ладья · a1 белый конь · h1 чёрный король | 8 |
| 7 | a8 чёрный конь · c8 чёрная ладья · d8 чёрный слон · b7 чёрная пешка · f7 чёрная пешка · h7 чёрная пешка · b6 чёрная пешка · b5 белая ладья · h5 белый король · a3 чёрная пешка · e3 чёрная пешка · g3 белая пешка · h3 белый конь · b2 белая пешка · c2 белая пешка · e2 белая ладья · a1 белый конь · h1 чёрный король | a8 чёрный конь · c8 чёрная ладья · d8 чёрный слон · b7 чёрная пешка · f7 чёрная пешка · h7 чёрная пешка · b6 чёрная пешка · b5 белая ладья · h5 белый король · a3 чёрная пешка · e3 чёрная пешка · g3 белая пешка · h3 белый конь · b2 белая пешка · c2 белая пешка · e2 белая ладья · a1 белый конь · h1 чёрный король | a8 чёрный конь · c8 чёрная ладья · d8 чёрный слон · b7 чёрная пешка · f7 чёрная пешка · h7 чёрная пешка · b6 чёрная пешка · b5 белая ладья · h5 белый король · a3 чёрная пешка · e3 чёрная пешка · g3 белая пешка · h3 белый конь · b2 белая пешка · c2 белая пешка · e2 белая ладья · a1 белый конь · h1 чёрный король | a8 чёрный конь · c8 чёрная ладья · d8 чёрный слон · b7 чёрная пешка · f7 чёрная пешка · h7 чёрная пешка · b6 чёрная пешка · b5 белая ладья · h5 белый король · a3 чёрная пешка · e3 чёрная пешка · g3 белая пешка · h3 белый конь · b2 белая пешка · c2 белая пешка · e2 белая ладья · a1 белый конь · h1 чёрный король | a8 чёрный конь · c8 чёрная ладья · d8 чёрный слон · b7 чёрная пешка · f7 чёрная пешка · h7 чёрная пешка · b6 чёрная пешка · b5 белая ладья · h5 белый король · a3 чёрная пешка · e3 чёрная пешка · g3 белая пешка · h3 белый конь · b2 белая пешка · c2 белая пешка · e2 белая ладья · a1 белый конь · h1 чёрный король | a8 чёрный конь · c8 чёрная ладья · d8 чёрный слон · b7 чёрная пешка · f7 чёрная пешка · h7 чёрная пешка · b6 чёрная пешка · b5 белая ладья · h5 белый король · a3 чёрная пешка · e3 чёрная пешка · g3 белая пешка · h3 белый конь · b2 белая пешка · c2 белая пешка · e2 белая ладья · a1 белый конь · h1 чёрный король | a8 чёрный конь · c8 чёрная ладья · d8 чёрный слон · b7 чёрная пешка · f7 чёрная пешка · h7 чёрная пешка · b6 чёрная пешка · b5 белая ладья · h5 белый король · a3 чёрная пешка · e3 чёрная пешка · g3 белая пешка · h3 белый конь · b2 белая пешка · c2 белая пешка · e2 белая ладья · a1 белый конь · h1 чёрный король | a8 чёрный конь · c8 чёрная ладья · d8 чёрный слон · b7 чёрная пешка · f7 чёрная пешка · h7 чёрная пешка · b6 чёрная пешка · b5 белая ладья · h5 белый король · a3 чёрная пешка · e3 чёрная пешка · g3 белая пешка · h3 белый конь · b2 белая пешка · c2 белая пешка · e2 белая ладья · a1 белый конь · h1 чёрный король | 7 |
| 6 | a8 чёрный конь · c8 чёрная ладья · d8 чёрный слон · b7 чёрная пешка · f7 чёрная пешка · h7 чёрная пешка · b6 чёрная пешка · b5 белая ладья · h5 белый король · a3 чёрная пешка · e3 чёрная пешка · g3 белая пешка · h3 белый конь · b2 белая пешка · c2 белая пешка · e2 белая ладья · a1 белый конь · h1 чёрный король | a8 чёрный конь · c8 чёрная ладья · d8 чёрный слон · b7 чёрная пешка · f7 чёрная пешка · h7 чёрная пешка · b6 чёрная пешка · b5 белая ладья · h5 белый король · a3 чёрная пешка · e3 чёрная пешка · g3 белая пешка · h3 белый конь · b2 белая пешка · c2 белая пешка · e2 белая ладья · a1 белый конь · h1 чёрный король | a8 чёрный конь · c8 чёрная ладья · d8 чёрный слон · b7 чёрная пешка · f7 чёрная пешка · h7 чёрная пешка · b6 чёрная пешка · b5 белая ладья · h5 белый король · a3 чёрная пешка · e3 чёрная пешка · g3 белая пешка · h3 белый конь · b2 белая пешка · c2 белая пешка · e2 белая ладья · a1 белый конь · h1 чёрный король | a8 чёрный конь · c8 чёрная ладья · d8 чёрный слон · b7 чёрная пешка · f7 чёрная пешка · h7 чёрная пешка · b6 чёрная пешка · b5 белая ладья · h5 белый король · a3 чёрная пешка · e3 чёрная пешка · g3 белая пешка · h3 белый конь · b2 белая пешка · c2 белая пешка · e2 белая ладья · a1 белый конь · h1 чёрный король | a8 чёрный конь · c8 чёрная ладья · d8 чёрный слон · b7 чёрная пешка · f7 чёрная пешка · h7 чёрная пешка · b6 чёрная пешка · b5 белая ладья · h5 белый король · a3 чёрная пешка · e3 чёрная пешка · g3 белая пешка · h3 белый конь · b2 белая пешка · c2 белая пешка · e2 белая ладья · a1 белый конь · h1 чёрный король | a8 чёрный конь · c8 чёрная ладья · d8 чёрный слон · b7 чёрная пешка · f7 чёрная пешка · h7 чёрная пешка · b6 чёрная пешка · b5 белая ладья · h5 белый король · a3 чёрная пешка · e3 чёрная пешка · g3 белая пешка · h3 белый конь · b2 белая пешка · c2 белая пешка · e2 белая ладья · a1 белый конь · h1 чёрный король | a8 чёрный конь · c8 чёрная ладья · d8 чёрный слон · b7 чёрная пешка · f7 чёрная пешка · h7 чёрная пешка · b6 чёрная пешка · b5 белая ладья · h5 белый король · a3 чёрная пешка · e3 чёрная пешка · g3 белая пешка · h3 белый конь · b2 белая пешка · c2 белая пешка · e2 белая ладья · a1 белый конь · h1 чёрный король | a8 чёрный конь · c8 чёрная ладья · d8 чёрный слон · b7 чёрная пешка · f7 чёрная пешка · h7 чёрная пешка · b6 чёрная пешка · b5 белая ладья · h5 белый король · a3 чёрная пешка · e3 чёрная пешка · g3 белая пешка · h3 белый конь · b2 белая пешка · c2 белая пешка · e2 белая ладья · a1 белый конь · h1 чёрный король | 6 |
| 5 | a8 чёрный конь · c8 чёрная ладья · d8 чёрный слон · b7 чёрная пешка · f7 чёрная пешка · h7 чёрная пешка · b6 чёрная пешка · b5 белая ладья · h5 белый король · a3 чёрная пешка · e3 чёрная пешка · g3 белая пешка · h3 белый конь · b2 белая пешка · c2 белая пешка · e2 белая ладья · a1 белый конь · h1 чёрный король | a8 чёрный конь · c8 чёрная ладья · d8 чёрный слон · b7 чёрная пешка · f7 чёрная пешка · h7 чёрная пешка · b6 чёрная пешка · b5 белая ладья · h5 белый король · a3 чёрная пешка · e3 чёрная пешка · g3 белая пешка · h3 белый конь · b2 белая пешка · c2 белая пешка · e2 белая ладья · a1 белый конь · h1 чёрный король | a8 чёрный конь · c8 чёрная ладья · d8 чёрный слон · b7 чёрная пешка · f7 чёрная пешка · h7 чёрная пешка · b6 чёрная пешка · b5 белая ладья · h5 белый король · a3 чёрная пешка · e3 чёрная пешка · g3 белая пешка · h3 белый конь · b2 белая пешка · c2 белая пешка · e2 белая ладья · a1 белый конь · h1 чёрный король | a8 чёрный конь · c8 чёрная ладья · d8 чёрный слон · b7 чёрная пешка · f7 чёрная пешка · h7 чёрная пешка · b6 чёрная пешка · b5 белая ладья · h5 белый король · a3 чёрная пешка · e3 чёрная пешка · g3 белая пешка · h3 белый конь · b2 белая пешка · c2 белая пешка · e2 белая ладья · a1 белый конь · h1 чёрный король | a8 чёрный конь · c8 чёрная ладья · d8 чёрный слон · b7 чёрная пешка · f7 чёрная пешка · h7 чёрная пешка · b6 чёрная пешка · b5 белая ладья · h5 белый король · a3 чёрная пешка · e3 чёрная пешка · g3 белая пешка · h3 белый конь · b2 белая пешка · c2 белая пешка · e2 белая ладья · a1 белый конь · h1 чёрный король | a8 чёрный конь · c8 чёрная ладья · d8 чёрный слон · b7 чёрная пешка · f7 чёрная пешка · h7 чёрная пешка · b6 чёрная пешка · b5 белая ладья · h5 белый король · a3 чёрная пешка · e3 чёрная пешка · g3 белая пешка · h3 белый конь · b2 белая пешка · c2 белая пешка · e2 белая ладья · a1 белый конь · h1 чёрный король | a8 чёрный конь · c8 чёрная ладья · d8 чёрный слон · b7 чёрная пешка · f7 чёрная пешка · h7 чёрная пешка · b6 чёрная пешка · b5 белая ладья · h5 белый король · a3 чёрная пешка · e3 чёрная пешка · g3 белая пешка · h3 белый конь · b2 белая пешка · c2 белая пешка · e2 белая ладья · a1 белый конь · h1 чёрный король | a8 чёрный конь · c8 чёрная ладья · d8 чёрный слон · b7 чёрная пешка · f7 чёрная пешка · h7 чёрная пешка · b6 чёрная пешка · b5 белая ладья · h5 белый король · a3 чёрная пешка · e3 чёрная пешка · g3 белая пешка · h3 белый конь · b2 белая пешка · c2 белая пешка · e2 белая ладья · a1 белый конь · h1 чёрный король | 5 |
| 4 | a8 чёрный конь · c8 чёрная ладья · d8 чёрный слон · b7 чёрная пешка · f7 чёрная пешка · h7 чёрная пешка · b6 чёрная пешка · b5 белая ладья · h5 белый король · a3 чёрная пешка · e3 чёрная пешка · g3 белая пешка · h3 белый конь · b2 белая пешка · c2 белая пешка · e2 белая ладья · a1 белый конь · h1 чёрный король | a8 чёрный конь · c8 чёрная ладья · d8 чёрный слон · b7 чёрная пешка · f7 чёрная пешка · h7 чёрная пешка · b6 чёрная пешка · b5 белая ладья · h5 белый король · a3 чёрная пешка · e3 чёрная пешка · g3 белая пешка · h3 белый конь · b2 белая пешка · c2 белая пешка · e2 белая ладья · a1 белый конь · h1 чёрный король | a8 чёрный конь · c8 чёрная ладья · d8 чёрный слон · b7 чёрная пешка · f7 чёрная пешка · h7 чёрная пешка · b6 чёрная пешка · b5 белая ладья · h5 белый король · a3 чёрная пешка · e3 чёрная пешка · g3 белая пешка · h3 белый конь · b2 белая пешка · c2 белая пешка · e2 белая ладья · a1 белый конь · h1 чёрный король | a8 чёрный конь · c8 чёрная ладья · d8 чёрный слон · b7 чёрная пешка · f7 чёрная пешка · h7 чёрная пешка · b6 чёрная пешка · b5 белая ладья · h5 белый король · a3 чёрная пешка · e3 чёрная пешка · g3 белая пешка · h3 белый конь · b2 белая пешка · c2 белая пешка · e2 белая ладья · a1 белый конь · h1 чёрный король | a8 чёрный конь · c8 чёрная ладья · d8 чёрный слон · b7 чёрная пешка · f7 чёрная пешка · h7 чёрная пешка · b6 чёрная пешка · b5 белая ладья · h5 белый король · a3 чёрная пешка · e3 чёрная пешка · g3 белая пешка · h3 белый конь · b2 белая пешка · c2 белая пешка · e2 белая ладья · a1 белый конь · h1 чёрный король | a8 чёрный конь · c8 чёрная ладья · d8 чёрный слон · b7 чёрная пешка · f7 чёрная пешка · h7 чёрная пешка · b6 чёрная пешка · b5 белая ладья · h5 белый король · a3 чёрная пешка · e3 чёрная пешка · g3 белая пешка · h3 белый конь · b2 белая пешка · c2 белая пешка · e2 белая ладья · a1 белый конь · h1 чёрный король | a8 чёрный конь · c8 чёрная ладья · d8 чёрный слон · b7 чёрная пешка · f7 чёрная пешка · h7 чёрная пешка · b6 чёрная пешка · b5 белая ладья · h5 белый король · a3 чёрная пешка · e3 чёрная пешка · g3 белая пешка · h3 белый конь · b2 белая пешка · c2 белая пешка · e2 белая ладья · a1 белый конь · h1 чёрный король | a8 чёрный конь · c8 чёрная ладья · d8 чёрный слон · b7 чёрная пешка · f7 чёрная пешка · h7 чёрная пешка · b6 чёрная пешка · b5 белая ладья · h5 белый король · a3 чёрная пешка · e3 чёрная пешка · g3 белая пешка · h3 белый конь · b2 белая пешка · c2 белая пешка · e2 белая ладья · a1 белый конь · h1 чёрный король | 4 |
| 3 | a8 чёрный конь · c8 чёрная ладья · d8 чёрный слон · b7 чёрная пешка · f7 чёрная пешка · h7 чёрная пешка · b6 чёрная пешка · b5 белая ладья · h5 белый король · a3 чёрная пешка · e3 чёрная пешка · g3 белая пешка · h3 белый конь · b2 белая пешка · c2 белая пешка · e2 белая ладья · a1 белый конь · h1 чёрный король | a8 чёрный конь · c8 чёрная ладья · d8 чёрный слон · b7 чёрная пешка · f7 чёрная пешка · h7 чёрная пешка · b6 чёрная пешка · b5 белая ладья · h5 белый король · a3 чёрная пешка · e3 чёрная пешка · g3 белая пешка · h3 белый конь · b2 белая пешка · c2 белая пешка · e2 белая ладья · a1 белый конь · h1 чёрный король | a8 чёрный конь · c8 чёрная ладья · d8 чёрный слон · b7 чёрная пешка · f7 чёрная пешка · h7 чёрная пешка · b6 чёрная пешка · b5 белая ладья · h5 белый король · a3 чёрная пешка · e3 чёрная пешка · g3 белая пешка · h3 белый конь · b2 белая пешка · c2 белая пешка · e2 белая ладья · a1 белый конь · h1 чёрный король | a8 чёрный конь · c8 чёрная ладья · d8 чёрный слон · b7 чёрная пешка · f7 чёрная пешка · h7 чёрная пешка · b6 чёрная пешка · b5 белая ладья · h5 белый король · a3 чёрная пешка · e3 чёрная пешка · g3 белая пешка · h3 белый конь · b2 белая пешка · c2 белая пешка · e2 белая ладья · a1 белый конь · h1 чёрный король | a8 чёрный конь · c8 чёрная ладья · d8 чёрный слон · b7 чёрная пешка · f7 чёрная пешка · h7 чёрная пешка · b6 чёрная пешка · b5 белая ладья · h5 белый король · a3 чёрная пешка · e3 чёрная пешка · g3 белая пешка · h3 белый конь · b2 белая пешка · c2 белая пешка · e2 белая ладья · a1 белый конь · h1 чёрный король | a8 чёрный конь · c8 чёрная ладья · d8 чёрный слон · b7 чёрная пешка · f7 чёрная пешка · h7 чёрная пешка · b6 чёрная пешка · b5 белая ладья · h5 белый король · a3 чёрная пешка · e3 чёрная пешка · g3 белая пешка · h3 белый конь · b2 белая пешка · c2 белая пешка · e2 белая ладья · a1 белый конь · h1 чёрный король | a8 чёрный конь · c8 чёрная ладья · d8 чёрный слон · b7 чёрная пешка · f7 чёрная пешка · h7 чёрная пешка · b6 чёрная пешка · b5 белая ладья · h5 белый король · a3 чёрная пешка · e3 чёрная пешка · g3 белая пешка · h3 белый конь · b2 белая пешка · c2 белая пешка · e2 белая ладья · a1 белый конь · h1 чёрный король | a8 чёрный конь · c8 чёрная ладья · d8 чёрный слон · b7 чёрная пешка · f7 чёрная пешка · h7 чёрная пешка · b6 чёрная пешка · b5 белая ладья · h5 белый король · a3 чёрная пешка · e3 чёрная пешка · g3 белая пешка · h3 белый конь · b2 белая пешка · c2 белая пешка · e2 белая ладья · a1 белый конь · h1 чёрный король | 3 |
| 2 | a8 чёрный конь · c8 чёрная ладья · d8 чёрный слон · b7 чёрная пешка · f7 чёрная пешка · h7 чёрная пешка · b6 чёрная пешка · b5 белая ладья · h5 белый король · a3 чёрная пешка · e3 чёрная пешка · g3 белая пешка · h3 белый конь · b2 белая пешка · c2 белая пешка · e2 белая ладья · a1 белый конь · h1 чёрный король | a8 чёрный конь · c8 чёрная ладья · d8 чёрный слон · b7 чёрная пешка · f7 чёрная пешка · h7 чёрная пешка · b6 чёрная пешка · b5 белая ладья · h5 белый король · a3 чёрная пешка · e3 чёрная пешка · g3 белая пешка · h3 белый конь · b2 белая пешка · c2 белая пешка · e2 белая ладья · a1 белый конь · h1 чёрный король | a8 чёрный конь · c8 чёрная ладья · d8 чёрный слон · b7 чёрная пешка · f7 чёрная пешка · h7 чёрная пешка · b6 чёрная пешка · b5 белая ладья · h5 белый король · a3 чёрная пешка · e3 чёрная пешка · g3 белая пешка · h3 белый конь · b2 белая пешка · c2 белая пешка · e2 белая ладья · a1 белый конь · h1 чёрный король | a8 чёрный конь · c8 чёрная ладья · d8 чёрный слон · b7 чёрная пешка · f7 чёрная пешка · h7 чёрная пешка · b6 чёрная пешка · b5 белая ладья · h5 белый король · a3 чёрная пешка · e3 чёрная пешка · g3 белая пешка · h3 белый конь · b2 белая пешка · c2 белая пешка · e2 белая ладья · a1 белый конь · h1 чёрный король | a8 чёрный конь · c8 чёрная ладья · d8 чёрный слон · b7 чёрная пешка · f7 чёрная пешка · h7 чёрная пешка · b6 чёрная пешка · b5 белая ладья · h5 белый король · a3 чёрная пешка · e3 чёрная пешка · g3 белая пешка · h3 белый конь · b2 белая пешка · c2 белая пешка · e2 белая ладья · a1 белый конь · h1 чёрный король | a8 чёрный конь · c8 чёрная ладья · d8 чёрный слон · b7 чёрная пешка · f7 чёрная пешка · h7 чёрная пешка · b6 чёрная пешка · b5 белая ладья · h5 белый король · a3 чёрная пешка · e3 чёрная пешка · g3 белая пешка · h3 белый конь · b2 белая пешка · c2 белая пешка · e2 белая ладья · a1 белый конь · h1 чёрный король | a8 чёрный конь · c8 чёрная ладья · d8 чёрный слон · b7 чёрная пешка · f7 чёрная пешка · h7 чёрная пешка · b6 чёрная пешка · b5 белая ладья · h5 белый король · a3 чёрная пешка · e3 чёрная пешка · g3 белая пешка · h3 белый конь · b2 белая пешка · c2 белая пешка · e2 белая ладья · a1 белый конь · h1 чёрный король | a8 чёрный конь · c8 чёрная ладья · d8 чёрный слон · b7 чёрная пешка · f7 чёрная пешка · h7 чёрная пешка · b6 чёрная пешка · b5 белая ладья · h5 белый король · a3 чёрная пешка · e3 чёрная пешка · g3 белая пешка · h3 белый конь · b2 белая пешка · c2 белая пешка · e2 белая ладья · a1 белый конь · h1 чёрный король | 2 |
| 1 | a8 чёрный конь · c8 чёрная ладья · d8 чёрный слон · b7 чёрная пешка · f7 чёрная пешка · h7 чёрная пешка · b6 чёрная пешка · b5 белая ладья · h5 белый король · a3 чёрная пешка · e3 чёрная пешка · g3 белая пешка · h3 белый конь · b2 белая пешка · c2 белая пешка · e2 белая ладья · a1 белый конь · h1 чёрный король | a8 чёрный конь · c8 чёрная ладья · d8 чёрный слон · b7 чёрная пешка · f7 чёрная пешка · h7 чёрная пешка · b6 чёрная пешка · b5 белая ладья · h5 белый король · a3 чёрная пешка · e3 чёрная пешка · g3 белая пешка · h3 белый конь · b2 белая пешка · c2 белая пешка · e2 белая ладья · a1 белый конь · h1 чёрный король | a8 чёрный конь · c8 чёрная ладья · d8 чёрный слон · b7 чёрная пешка · f7 чёрная пешка · h7 чёрная пешка · b6 чёрная пешка · b5 белая ладья · h5 белый король · a3 чёрная пешка · e3 чёрная пешка · g3 белая пешка · h3 белый конь · b2 белая пешка · c2 белая пешка · e2 белая ладья · a1 белый конь · h1 чёрный король | a8 чёрный конь · c8 чёрная ладья · d8 чёрный слон · b7 чёрная пешка · f7 чёрная пешка · h7 чёрная пешка · b6 чёрная пешка · b5 белая ладья · h5 белый король · a3 чёрная пешка · e3 чёрная пешка · g3 белая пешка · h3 белый конь · b2 белая пешка · c2 белая пешка · e2 белая ладья · a1 белый конь · h1 чёрный король | a8 чёрный конь · c8 чёрная ладья · d8 чёрный слон · b7 чёрная пешка · f7 чёрная пешка · h7 чёрная пешка · b6 чёрная пешка · b5 белая ладья · h5 белый король · a3 чёрная пешка · e3 чёрная пешка · g3 белая пешка · h3 белый конь · b2 белая пешка · c2 белая пешка · e2 белая ладья · a1 белый конь · h1 чёрный король | a8 чёрный конь · c8 чёрная ладья · d8 чёрный слон · b7 чёрная пешка · f7 чёрная пешка · h7 чёрная пешка · b6 чёрная пешка · b5 белая ладья · h5 белый король · a3 чёрная пешка · e3 чёрная пешка · g3 белая пешка · h3 белый конь · b2 белая пешка · c2 белая пешка · e2 белая ладья · a1 белый конь · h1 чёрный король | a8 чёрный конь · c8 чёрная ладья · d8 чёрный слон · b7 чёрная пешка · f7 чёрная пешка · h7 чёрная пешка · b6 чёрная пешка · b5 белая ладья · h5 белый король · a3 чёрная пешка · e3 чёрная пешка · g3 белая пешка · h3 белый конь · b2 белая пешка · c2 белая пешка · e2 белая ладья · a1 белый конь · h1 чёрный король | a8 чёрный конь · c8 чёрная ладья · d8 чёрный слон · b7 чёрная пешка · f7 чёрная пешка · h7 чёрная пешка · b6 чёрная пешка · b5 белая ладья · h5 белый король · a3 чёрная пешка · e3 чёрная пешка · g3 белая пешка · h3 белый конь · b2 белая пешка · c2 белая пешка · e2 белая ладья · a1 белый конь · h1 чёрный король | 1 |
|   | a | b | c | d | e | f | g | h |   |

Решение:
1.b4!

С угрозой 2.Лf5 и 3.Лf1# или 2.Лd5 и 3.Лd1# (на 2…Лc5 3.bc и мат следующим ходом). 1.Лf5 или 1.Лd5 сразу невозможно из-за ответа 1…Лc5 со связкой белой ладьи.

Один из побочных вариантов: 1…Л:c2 2.К:c2! a2 3.Лd5 (или Лf5) a1Ф 4.К:a1 и 5.Лd1# (или Лf1#).

1…Лc5+ 2.bc! С угрозой 3.Лb1#.

2…a2 3.c6! Снова с угрозами 4.Лf5 и 5.Лf1# или 4.Лd5 и 5.Лd1#.

3…Сc7 Единственная защита от 4.Лf5 и 4.Лd5 одновременно. Теперь на 4.Лd5 следует 4…С:g3 5.Лd1+ Сe1, а на 4.Лf5 чёрные отвечают 4…Сf4.

4.cb и на любой ответ мат 5.baФ# или 5.baС#.
Задача названа в честь стихотворения Лонгфелло «Excelsior!». Слово «эксельсиор» (лат. excelsior — сравнительная степень от excelsus «высокий») в данном случае означает «всё выше и выше». По легенде, один знакомый Лойда был известен тем, что всегда определял, какая фигура поставит мат в основном варианте решения. Лойд сочинил эту задачу и предложил ему указать пешку или фигуру, которая точно не будет матующей. Знакомый показал на пешку на b2, которая на самом деле и ставит мат. Впоследствии тема марш-броска пешки со своей начальной позиции до поля превращения в шахматной композиции получила название Excelsior.

### «Погоня любви»
|   | a | b | c | d | e | f | g | h |   |
| - | --- | --- | --- | --- | --- | --- | --- | --- | - |
| 8 | f8 белый конь · h8 чёрный король · f7 белая пешка · g7 чёрная пешка · h7 чёрная пешка · c4 белый ферзь · g4 чёрная пешка · a1 чёрный слон · h1 белый король | f8 белый конь · h8 чёрный король · f7 белая пешка · g7 чёрная пешка · h7 чёрная пешка · c4 белый ферзь · g4 чёрная пешка · a1 чёрный слон · h1 белый король | f8 белый конь · h8 чёрный король · f7 белая пешка · g7 чёрная пешка · h7 чёрная пешка · c4 белый ферзь · g4 чёрная пешка · a1 чёрный слон · h1 белый король | f8 белый конь · h8 чёрный король · f7 белая пешка · g7 чёрная пешка · h7 чёрная пешка · c4 белый ферзь · g4 чёрная пешка · a1 чёрный слон · h1 белый король | f8 белый конь · h8 чёрный король · f7 белая пешка · g7 чёрная пешка · h7 чёрная пешка · c4 белый ферзь · g4 чёрная пешка · a1 чёрный слон · h1 белый король | f8 белый конь · h8 чёрный король · f7 белая пешка · g7 чёрная пешка · h7 чёрная пешка · c4 белый ферзь · g4 чёрная пешка · a1 чёрный слон · h1 белый король | f8 белый конь · h8 чёрный король · f7 белая пешка · g7 чёрная пешка · h7 чёрная пешка · c4 белый ферзь · g4 чёрная пешка · a1 чёрный слон · h1 белый король | f8 белый конь · h8 чёрный король · f7 белая пешка · g7 чёрная пешка · h7 чёрная пешка · c4 белый ферзь · g4 чёрная пешка · a1 чёрный слон · h1 белый король | 8 |
| 7 | f8 белый конь · h8 чёрный король · f7 белая пешка · g7 чёрная пешка · h7 чёрная пешка · c4 белый ферзь · g4 чёрная пешка · a1 чёрный слон · h1 белый король | f8 белый конь · h8 чёрный король · f7 белая пешка · g7 чёрная пешка · h7 чёрная пешка · c4 белый ферзь · g4 чёрная пешка · a1 чёрный слон · h1 белый король | f8 белый конь · h8 чёрный король · f7 белая пешка · g7 чёрная пешка · h7 чёрная пешка · c4 белый ферзь · g4 чёрная пешка · a1 чёрный слон · h1 белый король | f8 белый конь · h8 чёрный король · f7 белая пешка · g7 чёрная пешка · h7 чёрная пешка · c4 белый ферзь · g4 чёрная пешка · a1 чёрный слон · h1 белый король | f8 белый конь · h8 чёрный король · f7 белая пешка · g7 чёрная пешка · h7 чёрная пешка · c4 белый ферзь · g4 чёрная пешка · a1 чёрный слон · h1 белый король | f8 белый конь · h8 чёрный король · f7 белая пешка · g7 чёрная пешка · h7 чёрная пешка · c4 белый ферзь · g4 чёрная пешка · a1 чёрный слон · h1 белый король | f8 белый конь · h8 чёрный король · f7 белая пешка · g7 чёрная пешка · h7 чёрная пешка · c4 белый ферзь · g4 чёрная пешка · a1 чёрный слон · h1 белый король | f8 белый конь · h8 чёрный король · f7 белая пешка · g7 чёрная пешка · h7 чёрная пешка · c4 белый ферзь · g4 чёрная пешка · a1 чёрный слон · h1 белый король | 7 |
| 6 | f8 белый конь · h8 чёрный король · f7 белая пешка · g7 чёрная пешка · h7 чёрная пешка · c4 белый ферзь · g4 чёрная пешка · a1 чёрный слон · h1 белый король | f8 белый конь · h8 чёрный король · f7 белая пешка · g7 чёрная пешка · h7 чёрная пешка · c4 белый ферзь · g4 чёрная пешка · a1 чёрный слон · h1 белый король | f8 белый конь · h8 чёрный король · f7 белая пешка · g7 чёрная пешка · h7 чёрная пешка · c4 белый ферзь · g4 чёрная пешка · a1 чёрный слон · h1 белый король | f8 белый конь · h8 чёрный король · f7 белая пешка · g7 чёрная пешка · h7 чёрная пешка · c4 белый ферзь · g4 чёрная пешка · a1 чёрный слон · h1 белый король | f8 белый конь · h8 чёрный король · f7 белая пешка · g7 чёрная пешка · h7 чёрная пешка · c4 белый ферзь · g4 чёрная пешка · a1 чёрный слон · h1 белый король | f8 белый конь · h8 чёрный король · f7 белая пешка · g7 чёрная пешка · h7 чёрная пешка · c4 белый ферзь · g4 чёрная пешка · a1 чёрный слон · h1 белый король | f8 белый конь · h8 чёрный король · f7 белая пешка · g7 чёрная пешка · h7 чёрная пешка · c4 белый ферзь · g4 чёрная пешка · a1 чёрный слон · h1 белый король | f8 белый конь · h8 чёрный король · f7 белая пешка · g7 чёрная пешка · h7 чёрная пешка · c4 белый ферзь · g4 чёрная пешка · a1 чёрный слон · h1 белый король | 6 |
| 5 | f8 белый конь · h8 чёрный король · f7 белая пешка · g7 чёрная пешка · h7 чёрная пешка · c4 белый ферзь · g4 чёрная пешка · a1 чёрный слон · h1 белый король | f8 белый конь · h8 чёрный король · f7 белая пешка · g7 чёрная пешка · h7 чёрная пешка · c4 белый ферзь · g4 чёрная пешка · a1 чёрный слон · h1 белый король | f8 белый конь · h8 чёрный король · f7 белая пешка · g7 чёрная пешка · h7 чёрная пешка · c4 белый ферзь · g4 чёрная пешка · a1 чёрный слон · h1 белый король | f8 белый конь · h8 чёрный король · f7 белая пешка · g7 чёрная пешка · h7 чёрная пешка · c4 белый ферзь · g4 чёрная пешка · a1 чёрный слон · h1 белый король | f8 белый конь · h8 чёрный король · f7 белая пешка · g7 чёрная пешка · h7 чёрная пешка · c4 белый ферзь · g4 чёрная пешка · a1 чёрный слон · h1 белый король | f8 белый конь · h8 чёрный король · f7 белая пешка · g7 чёрная пешка · h7 чёрная пешка · c4 белый ферзь · g4 чёрная пешка · a1 чёрный слон · h1 белый король | f8 белый конь · h8 чёрный король · f7 белая пешка · g7 чёрная пешка · h7 чёрная пешка · c4 белый ферзь · g4 чёрная пешка · a1 чёрный слон · h1 белый король | f8 белый конь · h8 чёрный король · f7 белая пешка · g7 чёрная пешка · h7 чёрная пешка · c4 белый ферзь · g4 чёрная пешка · a1 чёрный слон · h1 белый король | 5 |
| 4 | f8 белый конь · h8 чёрный король · f7 белая пешка · g7 чёрная пешка · h7 чёрная пешка · c4 белый ферзь · g4 чёрная пешка · a1 чёрный слон · h1 белый король | f8 белый конь · h8 чёрный король · f7 белая пешка · g7 чёрная пешка · h7 чёрная пешка · c4 белый ферзь · g4 чёрная пешка · a1 чёрный слон · h1 белый король | f8 белый конь · h8 чёрный король · f7 белая пешка · g7 чёрная пешка · h7 чёрная пешка · c4 белый ферзь · g4 чёрная пешка · a1 чёрный слон · h1 белый король | f8 белый конь · h8 чёрный король · f7 белая пешка · g7 чёрная пешка · h7 чёрная пешка · c4 белый ферзь · g4 чёрная пешка · a1 чёрный слон · h1 белый король | f8 белый конь · h8 чёрный король · f7 белая пешка · g7 чёрная пешка · h7 чёрная пешка · c4 белый ферзь · g4 чёрная пешка · a1 чёрный слон · h1 белый король | f8 белый конь · h8 чёрный король · f7 белая пешка · g7 чёрная пешка · h7 чёрная пешка · c4 белый ферзь · g4 чёрная пешка · a1 чёрный слон · h1 белый король | f8 белый конь · h8 чёрный король · f7 белая пешка · g7 чёрная пешка · h7 чёрная пешка · c4 белый ферзь · g4 чёрная пешка · a1 чёрный слон · h1 белый король | f8 белый конь · h8 чёрный король · f7 белая пешка · g7 чёрная пешка · h7 чёрная пешка · c4 белый ферзь · g4 чёрная пешка · a1 чёрный слон · h1 белый король | 4 |
| 3 | f8 белый конь · h8 чёрный король · f7 белая пешка · g7 чёрная пешка · h7 чёрная пешка · c4 белый ферзь · g4 чёрная пешка · a1 чёрный слон · h1 белый король | f8 белый конь · h8 чёрный король · f7 белая пешка · g7 чёрная пешка · h7 чёрная пешка · c4 белый ферзь · g4 чёрная пешка · a1 чёрный слон · h1 белый король | f8 белый конь · h8 чёрный король · f7 белая пешка · g7 чёрная пешка · h7 чёрная пешка · c4 белый ферзь · g4 чёрная пешка · a1 чёрный слон · h1 белый король | f8 белый конь · h8 чёрный король · f7 белая пешка · g7 чёрная пешка · h7 чёрная пешка · c4 белый ферзь · g4 чёрная пешка · a1 чёрный слон · h1 белый король | f8 белый конь · h8 чёрный король · f7 белая пешка · g7 чёрная пешка · h7 чёрная пешка · c4 белый ферзь · g4 чёрная пешка · a1 чёрный слон · h1 белый король | f8 белый конь · h8 чёрный король · f7 белая пешка · g7 чёрная пешка · h7 чёрная пешка · c4 белый ферзь · g4 чёрная пешка · a1 чёрный слон · h1 белый король | f8 белый конь · h8 чёрный король · f7 белая пешка · g7 чёрная пешка · h7 чёрная пешка · c4 белый ферзь · g4 чёрная пешка · a1 чёрный слон · h1 белый король | f8 белый конь · h8 чёрный король · f7 белая пешка · g7 чёрная пешка · h7 чёрная пешка · c4 белый ферзь · g4 чёрная пешка · a1 чёрный слон · h1 белый король | 3 |
| 2 | f8 белый конь · h8 чёрный король · f7 белая пешка · g7 чёрная пешка · h7 чёрная пешка · c4 белый ферзь · g4 чёрная пешка · a1 чёрный слон · h1 белый король | f8 белый конь · h8 чёрный король · f7 белая пешка · g7 чёрная пешка · h7 чёрная пешка · c4 белый ферзь · g4 чёрная пешка · a1 чёрный слон · h1 белый король | f8 белый конь · h8 чёрный король · f7 белая пешка · g7 чёрная пешка · h7 чёрная пешка · c4 белый ферзь · g4 чёрная пешка · a1 чёрный слон · h1 белый король | f8 белый конь · h8 чёрный король · f7 белая пешка · g7 чёрная пешка · h7 чёрная пешка · c4 белый ферзь · g4 чёрная пешка · a1 чёрный слон · h1 белый король | f8 белый конь · h8 чёрный король · f7 белая пешка · g7 чёрная пешка · h7 чёрная пешка · c4 белый ферзь · g4 чёрная пешка · a1 чёрный слон · h1 белый король | f8 белый конь · h8 чёрный король · f7 белая пешка · g7 чёрная пешка · h7 чёрная пешка · c4 белый ферзь · g4 чёрная пешка · a1 чёрный слон · h1 белый король | f8 белый конь · h8 чёрный король · f7 белая пешка · g7 чёрная пешка · h7 чёрная пешка · c4 белый ферзь · g4 чёрная пешка · a1 чёрный слон · h1 белый король | f8 белый конь · h8 чёрный король · f7 белая пешка · g7 чёрная пешка · h7 чёрная пешка · c4 белый ферзь · g4 чёрная пешка · a1 чёрный слон · h1 белый король | 2 |
| 1 | f8 белый конь · h8 чёрный король · f7 белая пешка · g7 чёрная пешка · h7 чёрная пешка · c4 белый ферзь · g4 чёрная пешка · a1 чёрный слон · h1 белый король | f8 белый конь · h8 чёрный король · f7 белая пешка · g7 чёрная пешка · h7 чёрная пешка · c4 белый ферзь · g4 чёрная пешка · a1 чёрный слон · h1 белый король | f8 белый конь · h8 чёрный король · f7 белая пешка · g7 чёрная пешка · h7 чёрная пешка · c4 белый ферзь · g4 чёрная пешка · a1 чёрный слон · h1 белый король | f8 белый конь · h8 чёрный король · f7 белая пешка · g7 чёрная пешка · h7 чёрная пешка · c4 белый ферзь · g4 чёрная пешка · a1 чёрный слон · h1 белый король | f8 белый конь · h8 чёрный король · f7 белая пешка · g7 чёрная пешка · h7 чёрная пешка · c4 белый ферзь · g4 чёрная пешка · a1 чёрный слон · h1 белый король | f8 белый конь · h8 чёрный король · f7 белая пешка · g7 чёрная пешка · h7 чёрная пешка · c4 белый ферзь · g4 чёрная пешка · a1 чёрный слон · h1 белый король | f8 белый конь · h8 чёрный король · f7 белая пешка · g7 чёрная пешка · h7 чёрная пешка · c4 белый ферзь · g4 чёрная пешка · a1 чёрный слон · h1 белый король | f8 белый конь · h8 чёрный король · f7 белая пешка · g7 чёрная пешка · h7 чёрная пешка · c4 белый ферзь · g4 чёрная пешка · a1 чёрный слон · h1 белый король | 1 |
|   | a | b | c | d | e | f | g | h |   |

Решение:
1.Фf1!
С угрозой 2.Фb1
1…Cb2 (h6, h5) 2.Фb1 (угроза 3.Ф:h7#), 2…g6 3.Ф:С#,
1…Cc3 (Сd4) 2.Фd3 g6 3.Ф:С#,
1…Ce5 (Сf6) 2.Фf5 g6 3.Ф:С#,
1…g3 2.Kg6+ hg 3.Фh3#
Одна из самых известных задач в мире, вызвавшая несметное число подражаний. Свой девиз «Погоня любви» (англ. The Love Chase) она получила за иллюстрацию настойчивой и успешной погони белой королевы за чёрным офицером (с англ. — «епископом»).